# Карпе, Франц-Самуэль
Франц-Самуэль Карпе (нем. Franz-Samuel Karpe; 1741 — 1806) из Лайбаха, профессор философии в Вене.
Эклектик, противник Канта, написал «Darstellung der Philosophie ohne Beinamen» (1802-1804; то же на латинском языке под заглавием «Institutiones philosophiae», 1804-1805).